# Australian Open-mesterskabet i herredouble 2023
Australian Open-mesterskabet i herredouble 2023 er den 111. turnering om Australian Open-mesterskabet i herredouble. Turneringen er en del af Australian Open 2023 og bliver spillet i Melbourne Park i Melbourne, Victoria, Australien i perioden 19. - 28. januar 2023.
Mesterskabet blev vundet af wildcard-parret Rinky Hijikata og Jason Kubler, som i finalen besejrede Hugo Nys og Jan Zieliński med 6-4, 7-6(4), og som dermed begge vandt deres første grand slam-titel. Det australske par blev dermed det blot femte useedede par, der vandt Australian Open-mesterskabet i herredouble, der for andet år i træk blev vundet af et par fra værtslandet, som havde fået et wildcard, eftersom titlen året før blev vundet af Nick Kyrgios og Thanasi Kokkinakis, der dog ikke stillede op til deres titelforsvar pga. en knæskade til Kyrgios. På vejen til triumfen besejrede Hijikata og Kubler bl.a. 6.-seedede Lloyd Glasspool og Harri Heliövaara i anden runde, topseedede Wesley Koolhof og Neal Skupski i kvartfinalen samt 8.-seedede Marcel Granollers og Horacio Zeballos i semifinalen. Derudover afværgede Australierne en matchbold i kampen mod Tomislav Brkić og Gonzalo Escobar i tredje runde. Rinky Hijikata var i sin første grand slam-finale, mens Jason Kubler tidligere havde været i en grand slam-finale ved Australian Open-mesterskabet i mixed double 2022. For både Hijikata og Kubler var truimfen endvidere deres første turneringssejr på ATP-niveau.
Både Hugo Nys og Jan Zieliński var ligeledes i deres første grand slam-finale, og Nys var den første monegaskiske spiller i en grand slam-semifinale og -finale. Ingen af de to spillere havde tidligere været i en finale på højere niveau end ATP Tour 250.
Turneringssejren medførte, at Rinky Hijikata avancerede 242 pladser til 35.-pladsen på ATP's verdensrangliste i double, mens Jason Kubler forbedrede sig fra 163.-pladsen til en placering som nr. 33. Selvom parret blev slået ud i kvartfinalen, genvandt Wesley Koolhof og Neal Skupski førstepladsen på ranglisten fra Rajeev Ram, der sammen med Neal Skupski blev slået ud i kvartfinalen. 

## Pengepræmier og ranglistepoint
Den samlede præmiesum til spillerne i herredouble androg A$ 4.224.200 (ekskl. per diem), hvilket var en stigning på 3,0 % i forhold til året før.
| Resultat               | Pengepræmier | Pengepræmier | Ændring ift. 2022 | ATP-point |
| Resultat               | Pr. par      | Total        | Ændring ift. 2022 | ATP-point |
| ---------------------- | ------------ | ------------ | ----------------- | --------- |
| Vindere (1)            | A$ 695.000   | A$ 695.000   | +3,0 %            | 2.000     |
| Finalister (1)         | A$ 370.000   | A$ 370.000   | +2,8 %            | 1.200     |
| Semifinalister (2)     | A$ 210.000   | A$ 420.000   | +2,4 %            | 720       |
| Kvartfinalister (4)    | A$ 116.500   | A$ 466.000   | +3,1 %            | 360       |
| Tabere i 3. runde (8)  | A$ 67.250    | A$ 538.000   | +3,1 %            | 180       |
| Tabere i 2. runde (16) | A$ 46.500    | A$ 744.000   | +3,1 %            | 90        |
| Tabere i 1. runde (32) | A$ 30.975    | A$ 991.200   | +3,1 %            | 0         |
| Samlet præmiesum       | -            | A$ 4.224.200 | +3,0 %            | -         |

## Turnering

### Deltagere
Turneringen har deltagelse af 64 par, der er fordelt på:
- 57 direkte kvalificerede par i form af deres ranglisteplacering.
- 7 par, der har modtaget et wildcard.

#### Seedede par
De 16 bedst placerede af parrene på ATP's verdensrangliste blev seedet:
| Seedning | Rang. | Spillere                                 | Resultat        |
| -------- | ----- | ---------------------------------------- | --------------- |
| 1        | 2     | Wesley Koolhof Neal Skupski              | Kvartfinalister |
| 2        | 7     | Rajeev Ram Joe Salisbury                 | Tredje runde    |
| 3        | 12    | Marcelo Arévalo Jean-Julien Rojer        | Kvartfinalister |
| 4        | 13    | Nikola Mektić Mate Pavić                 | Anden runde     |
| 5        | 21    | Ivan Dodig Austin Krajicek               | Første runde    |
| 6        | 21    | Lloyd Glasspool Harri Heliövaara         | Anden runde     |
| 7        | 29    | Thanasi Kokkinakis Nick Kyrgios          | Meldte afbud    |
| 8        | 32    | Marcel Granollers Horacio Zeballos       | Semifinalister  |
| 9        | 44    | Simone Bolelli Fabio Fognini             | Første runde    |
| 10       | 45    | Rohan Bopanna Matthew Ebden              | Første runde    |
| 11       | 49    | Jamie Murray Michael Venus               | Anden runde     |
| 12       | 54    | Juan Sebastián Cabal Robert Farah        | Tredje runde    |
| 13       | 60    | Rafael Matos David Vega Hernández        | Første runde    |
| 14       | 61    | Andreas Mies John Peers                  | Kvartfinalister |
| 15       | 62    | Santiago González Édouard Roger-Vasselin | Anden runde     |
| 16       | 64    | Robin Haase Matwé Middelkoop             | Tredje runde    |

#### Wildcards
Syv par modtog et wildcard til turneringen.
| Par                             | Resultat     |
| ------------------------------- | ------------ |
| Yuki Bhambri Saketh Myneni      | Første runde |
| Alex Bolt Luke Saville          | Tredje runde |
| Rinky Hijikata Jason Kubler     | Mestre       |
| Mackenzie McDonald Marcelo Melo | Meldte afbud |
| John Millman Aleksandar Vukic   | Første runde |
| Marc Polmans Alexei Popyrin     | Anden runde  |
| Dane Sweeny Li Tu               | Første runde |

### Resultater

#### Kvartfinaler, semifinaler og finale
| Wesley Koolhof |
| Neal Skupski   |

| Rinky Hijikata |
| Jason Kubler   |

| Rinky Hijikata |
| Jason Kubler   |

| Andreas Mies |
| John Peers   |

| Marcel Granollers |
| Horacio Zeballos  |

| Marcel Granollers |
| Horacio Zeballos  |

| Rinky Hijikata |
| Jason Kubler   |

| Jérémy Chardy  |
| Fabrice Martin |

| Hugo Nys      |
| Jan Zieliński |

| Marcelo Arévalo   |
| Jean-Julien Rojer |

| Jérémy Chardy  |
| Fabrice Martin |

| Benjamin Bonzi     |
| Arthur Rinderknech |

| Hugo Nys      |
| Jan Zieliński |

| Hugo Nys      |
| Jan Zieliński |

#### Første, anden og tredje runde
| Wesley Koolhof |
| Neal Skupski   |

| Aleksandr Bublik   |
| John-Patrick Smith |

| Wesley Koolhof |
| Neal Skupski   |

| Ramkumar Ramanathan |
| M.Á. Reyes-Varela   |

| Petros Tsitsipas   |
| Stefanos Tsitsipas |

| Petros Tsitsipas   |
| Stefanos Tsitsipas |

| Wesley Koolhof |
| Neal Skupski   |

| Francisco Cabral |
| João Sousa       |

| Nikola Ćaćić         |
| Aisam-ul-Haq Qureshi |

| Nikola Ćaćić         |
| Aisam-ul-Haq Qureshi |

| Nikola Ćaćić         |
| Aisam-ul-Haq Qureshi |

| Karen Khatjanov |
| Dušan Lajović   |

| Santiago González      |
| Édouard Roger-Vasselin |

| Santiago González      |
| Édouard Roger-Vasselin |

| Jamie Murray  |
| Michael Venus |

| Hunter Reese       |
| Cristian Rodríguez |

| Jamie Murray  |
| Michael Venus |

| Ivan Sabanov  |
| Matej Sabanov |

| Tomislav Brkić  |
| Gonzalo Escobar |

| Tomislav Brkić  |
| Gonzalo Escobar |

| Tomislav Brkić  |
| Gonzalo Escobar |

| Hans Hach Verdugo |
| John Isner        |

| Rinky Hijikata |
| Jason Kubler   |

| Rinky Hijikata |
| Jason Kubler   |

| Rinky Hijikata |
| Jason Kubler   |

| Nathaniel Lammons |
| Jackson Withrow   |

| Lloyd Glasspool  |
| Harri Heliövaara |

| Lloyd Glasspool  |
| Harri Heliövaara |

| Nikola Mektić |
| Mate Pavić    |

| Máximo González |
| Andrés Molteni  |

| Nikola Mektić |
| Mate Pavić    |

| Federico Coria    |
| Diego Schwartzman |

| Alex Bolt    |
| Luke Saville |

| Alex Bolt    |
| Luke Saville |

| Alex Bolt    |
| Luke Saville |

| Quentin Halys    |
| Adrian Mannarino |

| Andreas Mies |
| John Peers   |

| André Göransson    |
| Marc-Andrea Hüsler |

| André Göransson    |
| Marc-Andrea Hüsler |

| Yuki Bhambri  |
| Saketh Myneni |

| Andreas Mies |
| John Peers   |

| Andreas Mies |
| John Peers   |

| Simone Bolelli |
| Fabio Fognini  |

| Sadio Doumbia |
| Fabien Reboul |

| Sadio Doumbia |
| Fabien Reboul |

| Lloyd Harris  |
| Raven Klaasen |

| Lloyd Harris  |
| Raven Klaasen |

| Pedro Martínez  |
| Thiago Monteiro |

| Lloyd Harris  |
| Raven Klaasen |

| Marcelo Demoliner |
| Andrea Vavassori  |

| Marcel Granollers |
| Horacio Zeballos  |

| Sander Gillé  |
| Joran Vliegen |

| Marcelo Demoliner |
| Andrea Vavassori  |

| Sebastián Báez      |
| Luis David Martínez |

| Marcel Granollers |
| Horacio Zeballos  |

| Marcel Granollers |
| Horacio Zeballos  |

| Ivan Dodig      |
| Austin Krajicek |

| Sriram Balaji         |
| Jeevan Nedunchezhiyan |

| Sriram Balaji         |
| Jeevan Nedunchezhiyan |

| Maxime Cressy   |
| Albano Olivetti |

| Jérémy Chardy  |
| Fabrice Martin |

| Jérémy Chardy  |
| Fabrice Martin |

| Jérémy Chardy  |
| Fabrice Martin |

| Francisco Cerúndolo     |
| Tomás Martín Etcheverry |

| Jiří Lehečka |
| Alex Molčan  |

| Jiří Lehečka |
| Alex Molčan  |

| Jiří Lehečka |
| Alex Molčan  |

| Alexander Erler |
| Lucas Miedler   |

| Alexander Erler |
| Lucas Miedler   |

| Rohan Bopanna |
| Matthew Ebden |

| Robin Haase      |
| Matwé Middelkoop |

| Roberto Carballés Baena |
| Hugo Dellien            |

| Robin Haase      |
| Matwé Middelkoop |

| Pedro Cachín |
| Guido Pella  |

| Julian Cash  |
| Henry Patten |

| Julian Cash  |
| Henry Patten |

| Robin Haase      |
| Matwé Middelkoop |

| Albert Ramos-Viñolas    |
| Bernabé Zapata Miralles |

| Marcelo Arévalo   |
| Jean-Julien Rojer |

| Ben McLachlan      |
| Yoshihito Nishioka |

| Ben McLachlan      |
| Yoshihito Nishioka |

| Diego Hidalgo   |
| Emil Ruusuvuori |

| Marcelo Arévalo   |
| Jean-Julien Rojer |

| Marcelo Arévalo   |
| Jean-Julien Rojer |

| Nicolas Mahut |
| Tim Pütz      |

| Nicolás Barrientos |
| Ariel Behar        |

| Nicolás Barrientos |
| Ariel Behar        |

| Benjamin Bonzi     |
| Arthur Rinderknech |

| Benjamin Bonzi     |
| Arthur Rinderknech |

| John Millman     |
| Aleksandar Vukic |

| Benjamin Bonzi     |
| Arthur Rinderknech |

| Andrej Golubev       |
| Aleksandr Nedovjesov |

| Juan Sebastián Cabal |
| Robert Farah         |

| Dane Sweeny |
| Li Tu       |

| Andrej Golubev       |
| Aleksandr Nedovjesov |

| Daniel Altmaier     |
| Juan Pablo Varillas |

| Juan Sebastián Cabal |
| Robert Farah         |

| Juan Sebastián Cabal |
| Robert Farah         |

| Rafael Matos         |
| David Vega Hernández |

| Hugo Nys      |
| Jan Zieliński |

| Hugo Nys      |
| Jan Zieliński |

| Max Purcell     |
| Jordan Thompson |

| Max Purcell     |
| Jordan Thompson |

| Guillermo Durán |
| Philipp Oswald  |

| Hugo Nys      |
| Jan Zieliński |

| Marc Polmans   |
| Alexei Popyrin |

| Rajeev Ram    |
| Joe Salisbury |

| Facundo Bagnis  |
| Robert Galloway |

| Marc Polmans   |
| Alexei Popyrin |

| Marcos Giron       |
| Constant Lestienne |

| Rajeev Ram    |
| Joe Salisbury |

| Rajeev Ram    |
| Joe Salisbury |